# Pulo Kiton
Pulo Kiton is een bestuurslaag in het regentschap Bireuen van de provincie Atjeh, Indonesië. Pulo Kiton telt 2236 inwoners (volkstelling 2010).